# Oionos
Oionos è il secondo album del gruppo gothic metal/doom metal italiano The Foreshadowing, pubblicato nel 2010.

## Tracce
1. The Dawning – 6:44
2. Outsiders – 5:16
3. Oionos – 6:08
4. Fallen Reign – 5:46
5. Soliloquium – 2:29
6. Lost Humanity – 6:10
7. Survivors Sleep – 4:46
8. Chant of Widows – 7:28
9. Hope. She's in the Water – 5:38
10. Russians – 5:47
11. Revelation 3:11 – 3:37

## Formazione[5]
- Marco Benevento - Voce
- Alessandro Pace - Chitarra
- Andrea Chiodetti - Chitarra
- Francesco Sosto - Tastiere, Voce
- Davide Pesola - Basso
- Jonah Padella - Batteria